# 장헌명숙황후
장헌명숙황후 유씨(章獻明肅皇后 劉氏, 969년 1월 28일(음력 1월 8일) ~ 1033년 4월 30일(음력 3월 29일))는 북송 진종의 황후로 이름은 유아(劉娥)이다. 중국 역사상 최초로 수렴청정을 한 태후이며 고황후, 측천무후와 함께 중국의 3대 여주(女主)로 불린다. 황태후 재위 시 절일은 장녕절(長寧節)이다.

## 생애

### 젊은 시절
황실 기록에는 유아가 오대 십국 시대에 우효위대장군(右驍衛大將軍)을 지낸 유연경의 손녀로, 호첩도지휘사(虎捷都指揮使)와 가주자사(嘉州刺史) 등을 지낸 유통(劉通)과 명문가 출신의 방씨 사이에서 태어난 딸이라고 적고 있다. 그러나 이러한 기록들은 유아가 출신을 공고히 하기 위하여 후대에 만든 것이라고 보는 시각도 있다. 유아는 전쟁중에 가족을 잃고 북을 치는 기예로 생계를 유지하며 떠돌이 생활을 하던 중 은을 단련하는 대장장이 공미를 만나 수도인 개봉으로 갔다. 공미는 양왕 조항(훗날의 진종)의 하인 장기(張耆)와 알고 지냈는데, 조항이 익주의 여인이 아름답고 재주가 많다는 이야기를 듣고 익주 출신의 여인을 수소문하자 공미는 유아와 의논해 장기를 통해 유아를 조항에게 추천했다. 조항은 유아를 마음에 들어했으나 유아에게 너무 빠진 나머지 건강이 나빠지자 조항의 유모인 진국부인이 이를 알고 태종 조광의에게 알렸고 조광의는 격노해 유아를 양왕부에서 내쫓게 했다. 할 수 없이 조항은 유아를 장기의 집에 숨겨두었고 조광의는 아들에게 반미의 딸(장회황후 반씨), 곽수문의 딸(장목황후 곽씨) 등을 아내로 맞게 했지만 조항은 15년간 변함없이 유아를 총애했다.

### 황후 시절
997년 조항은 진종으로 즉위했고, 서른 살의 유아를 데려와 귀비로 삼고자 했지만 재상 이항(李沆)의 반대에 부딪혀 가장 품계가 낮은 미인(美人)으로 삼아야 했다. 그러나 황후 곽씨를 비롯해 진종의 후궁들은 아무도 유아를 함부로 여기지 못했고 진종의 총애를 독점하는 그녀의 비위를 맞추려 했다. 진종은 고아인 유아에게 피붙이가 없는 것을 가엾게 여겨 공미에게 유씨 성을 주고 유아의 오라비로 삼게 했다.
1012년 황후 곽씨가 죽자 진종은 유아를 황후로 책봉하고 싶어했지만 신하들의 반대에 부딪혀 수의(修儀)로 봉하는데 그쳤다. 이후 다시 유아의 황후 책봉 문제를 거론했지만 유아의 신분이 미천하다는 이유로 한림학사 이적(李迪) 등이 강하게 반대하여 진종은 황후의 자리를 비워둔 채 유아를 덕비(德妃)로 진봉시켰다. 유아는 대신들의 반발을 누르고 황후가 되기 위해 자신의 궁녀인 이씨(장의황후)를 진종과 동침하게 했고, 이씨가 아들 조정(인종)을 낳자 아이를 데려왔다. 진종은 조정을 유아의 아들로 선포하고 유아를 황후로 봉했다. 황후가 된 유아는 본격적으로 정사에 관여했고 진종은 이를 크게 개의치 않았을 뿐더러 그녀와 정사를 자주 논의하며 의지했다. 상소문을 줄줄 외울 만큼 기억력이 뛰어났던 유아는 30여년간 진종과 함께 하며 그의 정치적 견해를 잘 이해하고 있었던 터라 점차 국사에 미치는 영향력이 커지게 되었다.
1020년 진종이 병에 걸리자 유아가 직접 국사를 처리하기 시작했고, 이전 유아의 황후 책봉을 반대했던 이적과 구준(寇準)을 비롯해 황후를 반대하는 세력과 지지하는 세력이 정쟁을 거듭하게 되었다. 유아는 구준이 자신의 심복인 정위(丁謂)를 파면시키고 황후 반대파인 양억을 그 자리에 앉히려 한다는 것을 알고 구준을 파면시켰고, 또다른 반대파인 환관 주회정(周懷政)을 참수시켰다. 그 결과 정위는 재상이 되었는데 그가 황후 반대파인 또다른 재상 이적을 제쳐두고 독단으로 결정을 내리자 이적은 진종을 찾아가 둘 중 한 사람은 조정을 떠나야 한다고 간했고, 이 이야기를 엿들은 유아는 이적을 파면시켰다.

### 황태후 시절
1022년 진종이 세상을 떠나자 조정이 인종으로 즉위했고 유아는 진종의 유언에 따라 황태후로서 섭정을 하게 되었다. 대신들은 유아에게 응원숭덕인수자성태후(應元崇德仁壽慈聖太后)라는 존호를 올렸고, 태후의 생일인 장녕절(長寧節)을 황제의 생일인 건원절(乾元節)에 필적하게 성대히 치렀다. 권력을 손에 쥔 유아는 사사건건 자신과 대립했던 구준과 이적을 좌천시켰고 심복 정위가 뇌윤공과 결탁해 권세를 휘두르려 하자 뇌윤공을 처형시키고 정위를 유배시켰다. 정위 외에도 왕흠약, 임특, 진팽년, 유승규 등 오귀(五鬼)로 불리며 진종의 총애를 받던 대신들을 숙청하고 왕증, 여이간, 노종도, 장지백과 같은 명신을 기용했다. 진종 후기에는 도교 사원의 건축과 제사에 막대한 비용을 지출하여 재정난을 겪고 있었는데 출신이 비천했던 유아는 하층민들의 고충을 잘 이해하고 있었기에 나라를 안정시키기 위해 도교 사원의 건축과 불필요한 노역을 금지시켰다. 또한 도교 사원에 들어가는 비용을 줄이고 사원에 바치는 공물도 금지하였으며 세금을 감면시켜주는 등 선정을 펼쳤다. 그러나 유아의 권력이 워낙에 막강했기 때문에 대신들은 그녀가 측천무후의 전례를 밟아 황제로 즉위할 것을 두려워했다. 유아에게서 무측천이 어떤 인물이냐는 질문을 들은 노종도는 일부러 당대의 죄인이라고 대답했고, 유아는 황제의 자리에 오르는 것은 포기했다. 인종은 유아의 친아들이 아니었지만 유아는 생전 인종의 출생의 비밀이 새어나가지 않게 하려고 애썼으며, 인종의 교육과 식사에도 각별한 관심을 쏟았다. 특히 《효경》을 강조하는 등 자신과 인종과의 관계를 돈독히 하려고 노력했다.
1032년 인종의 생모인 이씨가 죽자 유아는 서둘러 그녀의 장례를 궁인의 예로 치르려 하였으나 재상 여이간의 반대에 부딪혀 이씨의 시신에 황후의 옷을 입히고 수은으로 봉해 주었다. 시신을 궁밖으로 내갈 때에도 여이간이 서화문으로 나가게 해야 한다고 주장하자 유아는 황태후의 장례와 동격이니 안 된다고 거절하였지만 환관 나숭훈의 설득으로 결국 이씨의 장례를 성대히 치러 주었다.
1033년 3월 29일 유아는 65세로 세상을 떠났고 인종은 측천무후가 네 자의 시호를 가졌던 것에 따라 장헌명숙(章獻明肅)의 시호를 바쳤다. 이로써 유아는 이전의 태후들의 시호가 두 글자였던 데에 반해 처음으로 네 글자의 시호를 쓴 태후가 되었고, 이후로도 수렴청정을 한 태후는 네 자의 시호를 가지게 되었다.

### 사후
유아를 생모라고 믿고 있었던 인종은 유아의 죽음에 정사를 돌보지 못할 정도로 크게 슬퍼했는데 조광의의 아들이자 당시 생존해 있던 인종의 유일한 숙부인 조원엄(趙元儼)이 찾아와 인종에게 그의 생모가 유아가 아닌 진종의 후궁 이씨였음을 밝혔다. 인종은 큰 충격을 받고 이씨의 관을 파내 조사하게 했는데, 관 속에는 황후의 옷을 입은 이씨의 시신이 수은으로 온전히 보전되어 있었다. 유아의 결백을 확인한 인종은 유아를 의심한 것을 후회하며 그녀를 영정릉에 안장하고 유아의 일족을 후히 대접했다. 이후 유아에게 과거 축출당한 대신들이 유아의 악행을 고발하기도 하였으나 범중엄이 "태후가 저지른 과오는 공을 덮을 만큼 크지 않다"고 하자 인종은 그의 의견을 받아들여 유아를 더 이상 비방하지 못하게 했다.

## 인물
유아는 인종의 교육에 엄격했으며 그녀 자신도 매일같이 학문을 닦았다. 또한 황후가 된 뒤에도 품행이 소박하였고 황실 여인들이 사치를 하는 것을 용납하지 않았다. 황실의 친인척들을 공경하여 진종의 나이든 누이들이 찾아오면 머리가 빠져 가발을 쓰고 있는 그녀들에게 옥과 구슬이 달린 머리띠를 하사하며 대접했지만 시동생 윤왕(潤王) 조원빈의 아내 이씨가 하사품을 요구하자 며느리가 어찌 딸들과 같을 수 있냐며 크게 꾸짖었다. 유아의 유일한 친척인 의형제 유미는 유아의 권세를 믿고 함부로 행동하지 않았으며 자식도 평범한 집안에 시집보냈다.

## 기타
청나라의 서태후는 장헌황후를 존경하여 그녀를 본따 수렴청정을 했다.

## 참고 문헌
- 샹관핑, 《중국사 열전, 후비 - 황제를 지배한 여인들》, 달과소, 2008, ISBN 9788991223226